# Elecciones provinciales de Salta de 1924
Las elecciones provinciales de Salta de 1924 tuvieron lugar el domingo 28 de diciembre del mencionado año, con el objetivo de renovar la Gobernación para el período 1925-1928.

## Resultados
| Candidato        | Partido         | Partido                         | Votos  | %     |
| ---------------- | --------------- | ------------------------------- | ------ | ----- |
| Joaquín Corbalán |                 | Unión Cívica Radical Provincial | 9.897  | 52,40 |
|                  |                 | Unión Cívica Radical            | 8.990  | 47,60 |
| Votos positivos  | Votos positivos | Votos positivos                 | 18.887 | 96,64 |
| Votos en blanco  | Votos en blanco | Votos en blanco                 | 656    | 3,36  |
| Total de votos   | Total de votos  | Total de votos                  | 19.543 | 100   |
| Fuente:          |                 |                                 |        |       |

### Resultados por departamentos
| Departamento           | Corbalán (UCR Provincial) | Corbalán (UCR Provincial) | UCR   | UCR   | Blanco | Blanco |
| Departamento           | Votos                     | %                         | Votos | %     | Votos  | %      |
| ---------------------- | ------------------------- | ------------------------- | ----- | ----- | ------ | ------ |
| Anta                   | 486                       | 52,88                     | 433   | 47,12 | 19     | 2,03   |
| Cachi                  | 523                       | 80,34                     | 128   | 19,66 | 23     | 3,41   |
| Cafayate               | 357                       | 59,30                     | 245   | 40,70 | 14     | 2,27   |
| Campo Santo            | 467                       | 54,18                     | 395   | 45,82 | 39     | 4,33   |
| Capital                | 1.554                     | 41,63                     | 2.179 | 58,37 | 190    | 4,84   |
| Cerrillos              | 605                       | 63,09                     | 354   | 36,91 | 38     | 3,81   |
| Chicoana               | 557                       | 51,57                     | 523   | 48,43 | 18     | 1,64   |
| Guachipas              | 320                       | 52,89                     | 285   | 47,11 | 8      | 1,31   |
| Iruya                  | 355                       | 59,36                     | 243   | 40,64 | 8      | 1,32   |
| La Caldera             | 164                       | 41,62                     | 230   | 58,38 | 6      | 1,50   |
| La Candelaria          | 251                       | 53,75                     | 216   | 46,25 | 14     | 2,91   |
| La Poma                | 181                       | 100                       | 0     | 0,00  | 5      | 2,69   |
| La Viña                | 321                       | 44,65                     | 398   | 55,35 | 14     | 1,91   |
| Metán                  | 705                       | 56,04                     | 553   | 43,96 | 22     | 1,72   |
| Molinos                | 576                       | 99,83                     | 1     | 0,17  | 87     | 13,10  |
| Orán                   | 620                       | 52,01                     | 572   | 47,99 | 31     | 2,53   |
| Rivadavia              | 155                       | 45,32                     | 187   | 54,68 | 14     | 3,93   |
| Rosario de la Frontera | 688                       | 69,15                     | 307   | 30,85 | 34     | 3,30   |
| Rosario de Lerma       | 593                       | 46,22                     | 690   | 53,78 | 17     | 1,31   |
| San Carlos             | 419                       | 50,42                     | 412   | 49,58 | 8      | 0,95   |
| Santa Victoria         | 0                         | 0,00                      | 639   | 100   | 47     | 6,85   |
| Total                  | 9.897                     | 52,40                     | 8.990 | 47,60 | 656    | 3,36   |